# Krzywoszczeć pogięta
Krzywoszczeć pogięta (Campylopus flexuosus (Hedw.) Brid.) – gatunek mchu należący do rodziny widłozębowatych (Dicranaceae). Występuje w Europie, Chinach, Nepalu, na wschodzie Rosji, w Australii, Nowej Zelandii, na Madagaskarze oraz w Ameryce Północnej, Środkowej i Południowej.

## Morfologia
Roślina małych do dużych rozmiarów, osiąga 1–10 cm wysokości. Tworzy gęste kępy koloru oliwkowozielonego do żółtawozielonego. Łodyga wyprostowana, lekko wygięta, pojedyncza lub rozgałęziona. Liście lancetowate, o długości około 6 mm.

## Ochrona
Gatunek był objęty w Polsce ochroną ścisłą w latach 2004–2014. Od 2014 roku podlega ochronie częściowej.